# Morena (canción de Netón Vega y Peso Pluma)
"Morena" es una canción de los cantantes mexicanos Netón Vega y Peso Pluma, lanzada el 14 de febrero de 2025 como el cuarto sencillo del álbum de estudio debut del primero, Mi Vida Mi Muerte, que fue lanzado el mismo día.

## Antecedentes
En entrevista con Billboard, Netón Vega reveló algunos detalles detrás de la creación de la canción:
“Esta canción nació en un evento en vivo donde tenía la intención de grabar con Tito Double P, pero por alguna razón no pude hacerlo. La escribí mientras iba en coche. Después se la enseñé a Peso, a quien le encantó desde el primer momento. Al principio, la canción tenía un rumbo diferente, pero quedó muy bien."
Peso Pluma también le pidió que eligiera la canción como próximo sencillo de Mi Vida Mi Muerte, a lo que Vega accedió.

## Composición
"Morena" es una canción de corridos tumbados. Netón Vega lo describió como un "corrido con requinto clásico y mucho ambiente".

## Estadísticas
| Estadísticas (2025)                | Mejor posición |
| ---------------------------------- | -------------- |
| Global 200 (Billboard)             | 47             |
| Mexico (Billboard)                 | 1              |
| Estados Unidos (Billboard Hot 100) | 83             |
| Estados Unidos (Hot Latin Songs)   | 8              |